# Luce Irigaray
Luce Irigaray (Blaton, 3 maggio 1930) è una filosofa, psicoanalista, linguista e femminista belga, direttrice di ricerca al CNRS di Parigi.
Come per altre pensatrici belghe e francesi degli anni '70, il legame con il femminismo è stato un punto di svolta nel suo percorso. Il suo pensiero si è sviluppato in un vivo rapporto di scambio con la politica delle donne.
Mostra da sempre molto interesse per le problematiche relative al linguaggio. Rivede le categorie fondamentali della psicoanalisi e della filosofia a partire dai temi dell'inconscio femminile, del corpo femminile, del legame della donna con la madre. Riflette sul tema della differenza, sul mistero dell'altro, sulla necessità di un pensiero femminile maturo e saggio. Lavora sul tema della democrazia e dei diritti sessuati; negli ultimi anni si è impegnata per favorire l'apertura alle tradizioni orientali.

## Biografia
Luce Irigaray ha dichiarato di non amare parlare della propria vita privata. A suo parere l'entrata nel mondo intellettuale da parte della donna è stata una battaglia vinta faticosamente, e quindi ogni riferimento a fatti privati è un possibile modo per screditare la voce femminile in questo ambiente già poco accogliente. Per questo si sa poco della sua vita privata.
Luce Irigaray nasce a Blaton (Belgio) il 3 maggio 1930. Studia Filosofia presso l'Università Cattolica di Lovanio e si laurea nel 1955. Dopo aver insegnato in un liceo di Bruxelles, si trasferisce in Francia.
Nel 1961 consegue la laurea in psicologia presso l'Università di Parigi e nel 1962 il Diploma di psicopatologia.
Dal 1962 al 1964 lavora per la Fondazione Nazionale della Ricerca Scientifica in Belgio. Dopodiché inizia a lavorare come assistente presso il Centro Nazionale della Ricerca Scientifica di Parigi, dove è attualmente direttrice di ricerca.
Nel 1968 riceve un Dottorato in Linguistica.
Nel 1969 analizza Antoinette Fouque, una leader femminista dell'epoca.
Dal 1970 al 1974 insegna presso l'Università di Vincennes. In questo periodo diventa un membro dell'EFP (Ecole Freudienne de Paris, fondata da Jacques Lacan).
Nel 1974 pubblica la sua tesi di dottorato Speculum, de l'autre femme, dove critica con pungente ironia il pensiero di Freud e di Lacan sulla sessualità femminile. Questo libro, che provoca molte polemiche, segna la sua rottura con Lacan e la porta alla sospensione dall'incarico di insegnante presso l'università di Vincennes.
Irigaray riesce a trovare un nuovo pubblico nei circoli femministi a Parigi (viene inoltre coinvolta in manifestazioni per la contraccezione e per il diritto all'aborto). Tiene molti seminari e conferenze in tutta Europa, decine dei quali vengono raccolti e pubblicati (Oltre i propri confini, Baldini Castoldi Dalai, 2007).
Il lavoro della Irigaray influenzerà i movimenti femministi francesi e italiani per alcuni decenni.
Nel 1982 ottiene la cattedra di filosofia all'Università Erasmus di Rotterdam (la sua attività di ricerca in questa facoltà porta alla pubblicazione dell'opera Etica della differenza sessuale).
Nel 1991 viene eletta deputata al Parlamento Europeo.
Nel 1993 scrive, direttamente in italiano, Amo a te.
Nel dicembre 2003 l'Università di Londra le conferisce la laurea honoris causa in letteratura. Dal 2004 al 2006 è stata visiting professor nel dipartimento di Lingue e Letterature Straniere presso l'Università di Nottingham. Nel 2007 viene affiliata con l'Università di Liverpool. Nel 2008 le viene assegnata la laurea honoris causa in Letteratura dallo University College di Londra.

## La prima opera: Speculum. L'altra donna
Il testo, che era la tesi di dottorato dell'autrice, viene pubblicato in Francia nel 1974; segna la sua rottura con Lacan e le costa l'espulsione dall'Università di Vincennes.
L'opera si può considerare un classico del pensiero femminista, un libro in cui si parla della donna e della sua sessualità senza definirla, senza concluderla, contro tutte le pratiche e le ideologie che dagli inizi del pensiero occidentale hanno ridotto il suo corpo al silenzio, all'uniformità, alla soggezione.
La prima parte dell'opera è dedicata alla psicoanalisi, la seconda alla filosofia. Entrambe convergono nella tesi dell'essenzialità della differenza sessuale, spiegata però in una maniera che esalta e non deprime la sessualità femminile.
Secondo l'autrice la psicoanalisi e la filosofia classica hanno prodotto una cultura apparentemente valida per tutti, ma in realtà portatrice di valori maschilisti.
L'opera propone una “fondazione” della teoria della differenza sessuale attraverso una personalissima analisi critica delle tesi di Freud (e quindi indirettamente di Lacan) e dell'intera tradizione filosofica occidentale (da Platone a Hegel).
Speculum. L'altra donna si rivela un successo editoriale e ottiene grande risonanza di critica all'interno dei circoli femminili. Appare in Italia nel 1975.

### L'attacco a Lacan e all'ideologia maschile
Il riferimento allo “speculum” (contrapposto allo “specchio”) è un indiretto attacco a Lacan, il quale nel suo scritto Stadio dello specchio indicava come centrale e decisiva nell'infanzia l'esperienza dello specchio. In questa fase il bambino o la bambina si vedono riflessi nello specchio per la prima volta e cominciano ad acquistare e costruire il senso della loro identità come individui separati dalla madre e dagli altri.
Lo specchio (che rinvia solo immagini), precede di poco la comparsa del Padre e della sua Legge. Questa legge (fatta di parole) sanziona lo status e il ruolo rispettivo di maschio (superiore) e di femmina (inferiore). L'ordine imposto da questa legge viene chiamato “ordine simbolico” e in esso le parole, i discorsi sono i simboli e si distinguono dalle immagini e dai segni.
I segni appartengono invece alla fase pre-edipica, fase precedente a quella dello specchio e chiamata da Kristeva ordine semiotico (della madre), opponendola alla fase dell'ordine simbolico (del padre).
Nell'ideologia dell'ordine simbolico (e quindi nel linguaggio della legge del padre) la donna “funziona” come specchio per l'uomo; questo, guardando la donna nella sua condizione di inferiorità, vede se stesso nella sua condizione di superiorità.
L'uomo non vede la donna così com'è, ma come il contrario di sé: un buco, una mancanza, un'assenza. Allo stesso modo l'organo genitale maschile è visto come il contrario di quello femminile: il fallo è il pieno, l'attività, il tutto; la vagina è il vuoto, la passività, il niente.
Freud e il pensiero maschile vedono nella donna soltanto la negazione di ciò che l'uomo possiede (di qui la famosa invidia del pene attribuita da Freud alla bambina).
Nella teoria psicanalitica di Freud la sessualità femminile è interpretata come una mancanza, quasi una nostalgia, di quella maschile: la donna scopre la sua sessualità accorgendosi della mancanza del pene e successivamente impiega la sua energia per ottenere il sesso maschile.
Di conseguenza il discorso dell'uomo è un discorso fallocentrico: il fal-logo-centrismo è l'atteggiamento dell'uomo, in quanto pone al centro di tutto se stesso, il proprio fallo, il proprio discorso.

### L'altra donna
Secondo Irigaray, se invece dello specchio si usa lo speculum, si vedrà che quello che per l'uomo era il vuoto o il nulla da riempire, è invece un luogo con una sua realtà e una sessualità ricca e molteplice (che al confronto fa apparire modesta quella maschile).
Per la femmina la realtà della sua castrazione significa in fondo questo: “voi uomini non ci vedete niente, non ne sapete niente, non vi ci ritrovate, non vi ci riconoscete. E questo vi è insopportabile. Dunque non esiste, non c'è niente.”
L'uomo, secondo Irigaray, vede come un pericolo la diversità positiva della donna, in quanto questa diversità (una realtà differente, non un nulla o un vuoto) mette in crisi il suo immaginario, determinato esclusivamente dal fallocentrismo. Se la donna, oltre l'invidia del pene, avesse altri desideri, lo specchio che deve rinviare all'uomo la sua immagine invertita perderebbe forse la sua unità, unicità, semplicità.
Per l'uomo l'altra donna, quella dello speculum e non dello specchio, non esiste; per lui esiste solo la donna dello specchio, che gli dà la rassicurante immagine invertita da lui desiderata.

## De l'autre femme: la natura a due
Luce Irigaray si è confrontata con Simone de Beauvoir sulla "differenza femminile". È convinta che cercare il proprio spazio in un mondo maschile non sia abbastanza.
Chi, come donna, vuole ottenere parità di condizioni e diritti cercando un'uguaglianza con il modello maschile di riferimento della cultura occidentale, finisce implicitamente per ammettere la validità di tale modello (che non viene contestato, ma che anzi si cerca di imitare e di raggiungere).
La critica a Simone De Beauvoir è uno spunto per affermare l'intrinseca diversità della natura femminile: la differenza sessuale. Irigaray afferma a più riprese che ciò di cui bisogna prendere atto è il limite interno alla natura stessa dettato dal genere a cui apparteniamo. La natura è a due: uomo e donna.
"Occorre anche coltivare e sviluppare identità e soggettività al femminile, senza rinunciare a se stesse. I valori di cui le donne sono portatrici - aggiunge - non sono sufficientemente riconosciuti e apprezzati, anche dalle stesse donne. Però sono valori di cui il mondo oggi ha urgente bisogno, che si tratti di una maggiore cura della natura o di una capacità di entrare in relazione con l'altro".

## Percorso
Se inizialmente la sua ricerca era dedicata ad una critica radicale del “discorso fallogocentrico”, successivamente si è rivolta a definire i valori necessari per assicurare l'autonomia del soggetto femminile, per poi arrivare, in questi ultimi anni, a mettere in pratica le condizioni per una cultura e una convivenza fra soggetti differenti, di cui il paradigma più universale è proprio la relazione uomo-donna, uomini-donne.
Irigaray invita ad analizzare a fondo il tema delle differenze di genere come elemento fondamentale per giungere a un vero multiculturalismo: la piena comprensione delle differenze tra uomo e donna è la base fondamentale per accettare gli altri; per rendere possibile una globalizzazione non distruttiva della soggettività individuale e delle culture. L'obiettivo è quello di ricercare un futuro più giusto e felice per l'umanità.
Si può raggiungere questo futuro solo con la scoperta, teorica e pratica, di una relazione con l'altro nutrita di rispetto reciproco per le differenze.
Alla base di questo vi è una cultura a due soggetti, maschile e femminile, portatori di valori differenti, ma di equivalente importanza per l'elaborazione di legami e di civiltà, sia nell'ambito privato che nella comunità umana mondiale.
«Si è fatto di questo pensiero della differenza un pensiero solo delle donne e fra le donne. Non l'ho mai detto. Questa era una tappa necessaria per strutturare il soggetto femminile, ma la finalità resta una cultura a due soggetti. È una cultura a due soggetti che ci permette di entrare nel multiculturalismo, essendo la differenza uomo-donna la prima differenza»

### Parlare non è mai neutro
Luce Irigaray compie molti studi sul linguaggio.
Sostiene che, se il dialogo è alla base del confronto, è allora importante cambiare il nostro modo di parlare: la parola è necessaria per arrivare all'altro, ed entrare in dialogo.
La differenza sessuale ha bisogno di un linguaggio che la determini, attraverso il quale se ne possa parlare, discutere e anche distruggere se è il caso.
Le donne hanno bisogno di parole, di un simbolico conforme all'esperienza femminile. Una donna deve poter parlare di sé senza passare necessariamente attraverso l'immaginario maschile.
Secondo Irigaray il linguaggio deve essere decostruito, così che ne venga svelato il carattere falsamente neutro; dovrà allora essere costruito un nuovo linguaggio, portatore di nuovi valori. Una simile parola non può risultare da un insegnamento ricevuto: deve essere assunta liberamente da ciascuno e ciascuna fuori dai vincoli delle abitudini e delle consuetudini.

### L'umanità è a due
Da alcuni studi che la Irigaray compie sul linguaggio di ragazzi e ragazze emerge che la nostra società parla sempre di un soggetto unico (che di fatto è maschile) che costruisce una filosofia verticale e supera la natura; se si entra invece nell'ottica dei due soggetti (differenti ma in continua relazione fra loro) questo rapporto cambia e ciascun soggetto è in relazione con la natura, con tutti gli individui e con la cultura. "L'umanità è a due e bisogna divinizzare questa condizione, coltivare il nostro essere in relazione con il prossimo".

### La via dell'amore
La via dell’amore è un tentativo di ripensare e rifondare la filosofia occidentale, scardinando le tradizioni sapienziali della nostra cultura.
Indica le vie per giungere, attraverso la parola, ad avvicinarsi all'altro, ad entrare in dialogo.
Suggerisce un nuovo modo di pensare che coinvolge il rapporto tra arte, religione e filosofia. In questo modo di pensare devono stare gli uomini e le donne, considerati nella loro globalità e nelle loro differenze.
Secondo l'autrice è necessario, per passare ad una nuova tappa dell'evoluzione della cultura, cambiare i nostri atteggiamenti nei confronti dell'altro; l'obbiettivo è quello di scoprire un nuovo alfabeto e una nuova grammatica politica per la realizzazione di una democrazia a due.

## L'avvicinamento alla cultura orientale
Secondo Luce Irigaray oggi l'Occidente crede di nuovo nella propria superiorità perché percepisce l'Oriente come irrazionale e bisognoso di controllo.
Ma così come la donna rappresenta l'altro per l'uomo (qualcosa che si trova al di là della nostra persona e solo quando viene accettato questo l'altro ci illumina), anche l'Oriente rappresenta l'altro per l'Occidente; possiamo quindi trarre insegnamenti dalle culture dell'Estremo Oriente. In particolare, dobbiamo riformulare un'identità singolare che sia più in armonia con il cosmo e meno scissa fra corpo e spirito.
Luce Irigaray critica l'uomo occidentale per il suo bisogno di possedere e di controllare l'altro e le cose che lo circondano.
"Siamo stati(e) educati(e) a fare nostro tutto ciò che ci piace, tutto ciò che è vicino a noi, fa parte della nostra intimità. Il nostro modo di ragionare, il nostro modo di amare corrisponde ad un'appropriazione."
Solo quando sfugge a ogni giudizio da parte nostra, l'altro emerge come un tu (sempre altro e inappropriabile dall'io). Se viene fatto nostro, l'altro perde il suo fascino.
"In un evento ciò che affascina è, invece, ciò che sfugge al nostro controllo, alla nostra competenza, alla nostra intenzione, al nostro stesso immaginario. Solo allora – ci dice Irigaray - la nostra risposta a tale mistero può essere la sorpresa, l'incanto, la lode, talvolta l'interrogazione, ma non può in nessun modo essere l'appropriazione, la riproduzione o la ripetizione."
Per la Irigaray è necessario coltivare il desiderio; il desiderio nasce dalla differenza e ci regala un “in più” di energia. Implica un intreccio di corpo e di parola. Il desiderio è stato relegato dalla cultura occidentale nella carne, negandone la dimensione spirituale.
Irigaray propone che ciascuno di noi diventi per sé e per l'altro un'opera d'arte. Trasformarci in un'opera d'arte significa scoprire i gesti e le parole che possono esprimere il nostro desiderio all'altro, non per possedere, ma per ospitare l'altro in noi stessi.
Per Luce Irigaray l'esperienza dello yoga e le tecniche del "respiro" ci possono introdurre a un diverso modo di essere con sé e con gli altri, di vivere la relazione a due e la sessualità.
Il respiro è un soffio che va dal fuori al dentro, dal dentro al fuori del corpo, unisce la vita dell'universo al più profondo dell'anima. Richiede di avere scambi con l'esterno ma poi di raccogliersi nel silenzio del proprio io.
Respirare è anche il primo gesto di autonomia del neonato. Ed è necessario conservare sempre una riserva di respiro personale che ci consenta un'autonomia, anche psichica.

## Critiche
Alan Sokal e Jean Bricmont nel loro libro Imposture intellettuali criticano Irigaray in quanto considerano le sue teorie un esempio della tendenza antiscientifica del postmodernismo. Essi citano le sue analisi di E=mc² in base alle quali essa sarebbe una equazione sessuata (dal momento che privilegerebbe la velocità della luce) e la sua tesi secondo cui la meccanica dei fluidi è stata trascurata dalla "scienza maschile" che preferisce trattare i maschili oggetti rigidi piuttosto che i "femminili" fluidi.

## Opere tradotte in italiano
- Speculum. L'altra donna, Feltrinelli, 1975
- Questo sesso che non è un sesso, Feltrinelli, 1978
- Amante marina. Friedrich Nietzsche, Feltrinelli, 1981
- Passioni elementari, Feltrinelli, 1983
- Etica della differenza sessuale, Feltrinelli, 1985
- Sessi e genealogie, La Tartaruga, 1987
- Il tempo della differenza, Editori Riuniti, 1989
- Parlare non è mai neutro, Editori Riuniti, 1991
- Io tu noi. Per una cultura della differenza, Bollati Boringhieri 1992
- Amo a te, Bollati Boringhieri, 1993
- Essere due, Bollati Boringhieri, 1994
- La democrazia comincia a due, Bollati Boringhieri, 1994
- L'oblio dell'aria, Bollati Boringhieri, 1996
- Il respiro delle donne, Il Saggiatore, 1997
- Tra Oriente e Occidente. Dalla singolarità alla comunità, Manifestolibri, 1997
- Chi sono io? Chi sei tu? La chiave per una convivenza universale. Biblioteca di Casalmaggiore, 1999
- Il respiro delle donne. Credo al femminile, Il Saggiatore, 2000
- Amante marina di Friedrich Nietzsche, Luca Sossella Editore, 2003
- In tutto il mondo siamo sempre in due. Chiavi per una convivenza universale, Baldini Castoldi Dalai, 2006
- Preghiere quotidiane, Heimat, 2007.
- Oltre i propri confini, Baldini Castoldi Dalai, 2007
- La via dell'amore, Bollati Boringhieri 2008
- Condividere il mondo, Bollati Boringhieri, 2009
- Il mistero di Maria, Paoline Editoriale, 2010
- Nascere. Genesi di un nuovo essere umano, Bollati Boringhieri, 2019